# Estação Borges de Melo
A Estação Borges de Melo é uma estação de Veiculo Leve sobre Trilhos (VLT) localizada na Avenida Borges de Melo, entre as ruas Via Láctea e Engenheiro Edmundo Almeida Filho no bairro Parreão, em Fortaleza, Brasil. Faz parte da Linha Nordeste do Metrô de Fortaleza, administrado pela Companhia Cearense de Transportes Metropolitanos (Metrofor).
Essa foi a primeira estação da linha a ter suas obras finalizadas, sendo apresentada a imprensa e a população no dia 19 de Dezembro de 2013 pelo ex-governador do estado do Ceará, Cid Gomes.

## Histórico

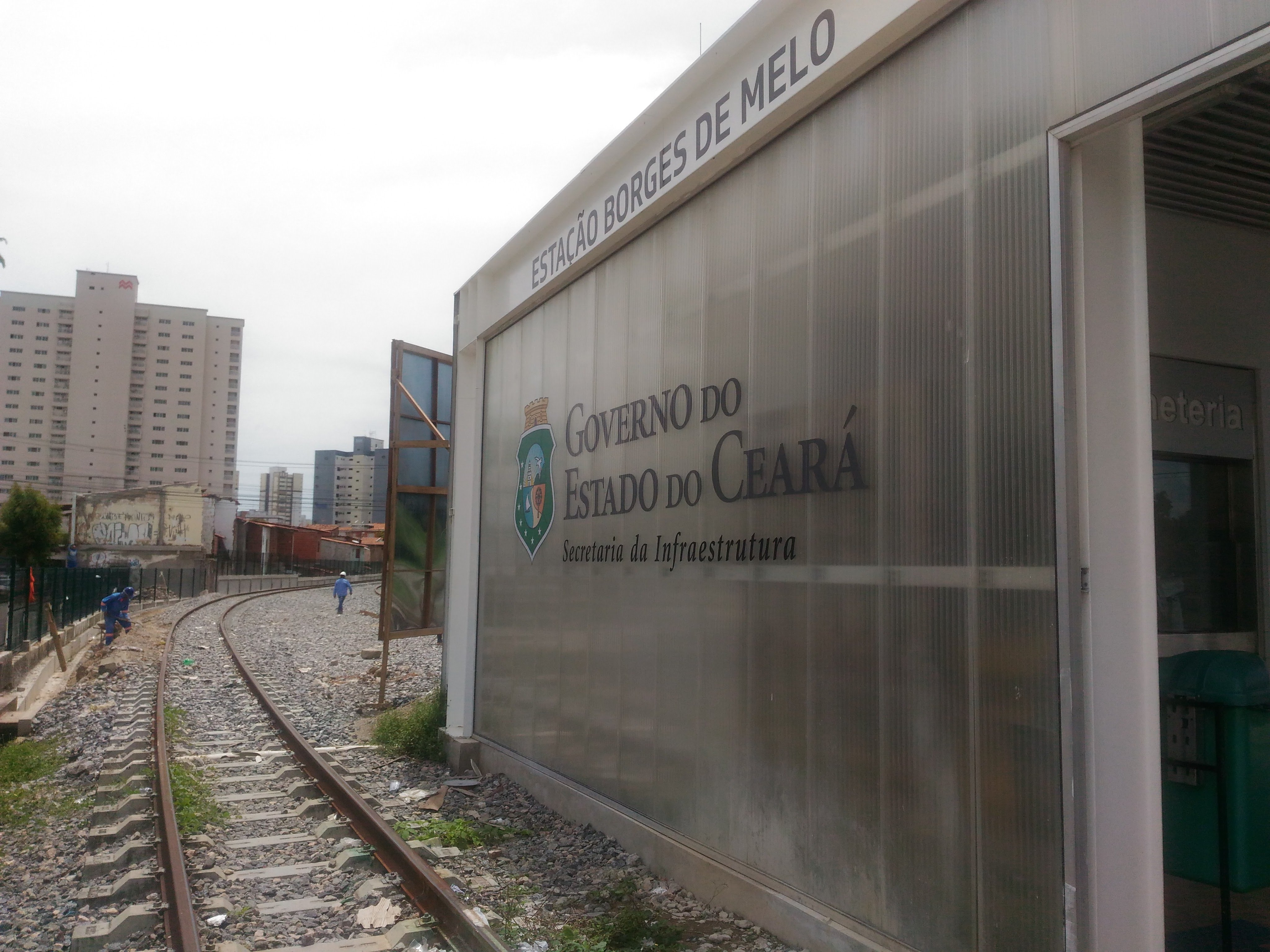
Entrada da estação Borges de Melo.

No dia 19 de Dezembro de 2013 a estação Borges de Melo foi apresentada a população e a imprensa pelo então governado do estado Cid Gomes que conforme explicou, ''é considerada padrão, e deve ajudar a recuperar o entorno, marcado pela degradação e insegurança''. Com a conclusão da estação era necessário a finalização do resto da linha para que as operações pudessem iniciar em 2014, fato esse que não ocorreu devido as paralisações das obras do VLT. 
Após quase dois anos de obras paradas a estação passou a receber as primeiras composições do VLT na manhã do dia 26 de Setembro de 2016 com o inicio da operação experimental, que consiste no funcionamento do sistema mais sem o transporte de passageiros, para serem realizados os ajustes necessários para o inicio da operação assistida e comercial.
No dia 25 de julho de 2017 a estação é aberta para a população com o inicio das operação assistida do trecho 2 ligando as estações Borges de Melo a Parangaba, transportando passageiros gratuitamente de 6 às 12 horas, de segunda a sexta-feira. A solenidade de inauguração se deu inicio nessa estação com a presença do governador, Camilo Santana, e do Vice-prefeito de Fortaleza, Morone Torgan, que saíram na primeira composição levando passageiros com destino a Parangaba.
Na manhã do dia 02 de Julho de 2018 foi entregue o túnel Eduardo Dourado da Fonte com 300 metros de extensão e duas pistas de 10 metros de largura, localizado ao lado da estação Borges de Melo, permitindo que o Veículo Leve sobre Trilhos (VLT) Parangaba-Mucuripe atravesse a via sem cruzar com os veículos, que irão trafegar pela nova passagem.

## Características
Estação de Superfície, com bilheterias ao nível do solo, rampa de acesso para pessoas portadoras deficiência, sistemas de sonorização. Com estrutura semelhante às demais estações, a plataforma de embarque e desembarque da estação ilha, no entanto, possui seu mobiliário todo localizado em seu eixo, garantindo um bom deslocamento por parte dos usuários nas duas extremidades da plataforma. Guarda-corpos também foram localizados nas extremidades da plataforma para garantir mais segurança, liberando apenas a área direta de embarque e desembarque. A estação Borges de Melo é grande importância para a rede metroviária de Fortaleza, por se localizar próxima ao Terminal Rodoviário Engenheiro João Thomé, o maior de Fortaleza, possibilitando assim uma rápida integração entre o Terminal Rodoviário com a Linha Parangaba-Mucuripe do VLT.

## Acessos
Seguindo o padrão das demais estações, o acesso é feito através do bloco destinado para área para estacionamento de bicicletas, bilheteria, WCs e depósito. Neste caso, após a compra do bilhete, o usuário é conduzido através de um caminho determinado pela paginação do piso, até a passagem de nível que dá acesso à rampa e escada de entrada da plataforma de embarque e desembarque onde estão localizadas as cancelas eletrônicas de acesso.